# The Piano Guys
The Piano Guys es un grupo musical estadounidense formado por Jon Schmidt, Steven Sharp Nelson, Paul Anderson, y Al van der Beek.
El grupo se hizo famoso por YouTube y han grabado videos con varios artistas como Plácido Domingo, Lindsey Stirling, entre otros. El grupo se creó en St. George, Utah, en una tienda de Pianos llamada «The Piano Guys» cuyo dueño, Paul Anderson, buscaba una nueva forma de comercializar sus productos grabando a Jon Schmidt y Steven Sharp Nelson tocando los pianos de la tienda y luego subiendo los videos a YouTube. Esta estrategia de mercadeo para vender pianos fue un fracaso ya que no lograron vender un solo piano y la tienda cerró, pero su fama fue creciendo en las redes cada vez más logrando millones de visitas en su canal.
Se han planteado como objetivo tocar el piano y el chelo en las siete maravillas del mundo, y ya han tocado en cuatro hasta la fecha: frente a la estatua del Cristo Redentor, en la Gran Muralla China, en Chichén Itzá y en Petra.